# Како је Гринч украо Божић!
Како је Гринч украо Божић! је божићна дечја књига Теодора „Др Сус“-а Гајзела написана у римованим стиховима са илустрацијама аутора. Прати Гринча, мрзовољно, усамљено створење које покушава да осујети божићне планове крадући божићне поклоне и украсе из домова оближњег града Хувила на Бадње вече. За чудо, Гринч схвата да Божић не чине само новац и поклони.
Прича је објављена у књизи издавача Random House-а 1957. године, а отприлике у исто време и у часопису Redbook. Књига критикује комерцијализацију Божића и празничну сезону.
Књига је адаптирана много пута, прво као анимирани ТВ филм 1966. године који је приповедао Борис Карлоф, који је такође дао глас Гринчу. Године 1977, емитован је цртани филм Ноћ вештица је ноћ Гринча. Уследили су дугометражни играни филм из 2000. са Џимом Керијем у главној улози, мјузикл из 2007. године, компјутерски анимирани филм из 2018. са Бенедиктом Камбербачом, телевизијска адаптација мјузикла из 2020. године са Метјуом Морисоном у главној улози, неауторизовани филм из 2022. године, хорор пародија филма са Хауардом Торнтоном и подкаст Вондери из 2023. са Џејмсом Остином Џонсоном у главној улози.

## Радња
Гринч је кисело, усамљено створење са срцем "две величине премало" које живи на планини која гледа на Хувил, дом Коових. Пошто су га годинама живцирале бучне божићне свечаности Хувила, Гринч је одлучио да спречи Божић. Преруши се у Деда Мраза и путује у Хувил на санкама које вуче његов пас Макс. Спуштајући се низ димњак прве куће на тргу, Гринч краде све поклоне, храну за гозбу, па чак и јелку. Накратко га прекида Синди Лу Ко, млада Ко девојка, али он смишља лукаву лаж да је отера.
Након што је урадио исто са кућама других становника Хувила, Гринч води своје санке на врх планине Крампит и спрема се да све украдене ствари баци у провалију. Како јутро стиже, он очекује да чује плач, али је изненађен када чује становнике како уместо тога певају радосну божићну песму. Након дугог размишљања, Гринч схвата да Божић значи „мало више“ од само поклона и гозбе, због чега му срце порасте три величине. Реформисани Гринч враћа становницима поклоне и храну и позван је на њихову божићну гозбу.

## Позадина и историјат издања
Гринч се први пут појавио у илустрованој песми од 33 реда др Суса под називом „The Hoobub and the Grinch“, која је првобитно објављена у мајском издању часописа Redbook 1955. године. Др Сус је започео рад на филму Како је Гринч украо Божић! пар година касније, негде почетком 1957. Недавно је завршио Мачка са шеширом и био је усред оснивања Beginner Books-а са Филис и Бенетом Серфом и својом супругом Хелен Палмер Гајзел. Хелен, која је имала сталне здравствене проблеме и која је претрпела мали мождани удар у априлу 1957. године, ипак је деловала као незванични уредник, као и са претходним књигама др. Суса.
Др Сус је тврдио да је он сам био инспирација за овај лик, јер су га здравствени проблеми његове супруге и ужаснутост комерцијализацијом Божића учинили да се осећао „веома гринчасто“ док се гледао у огледало једне године 26. децембра.
Др Сус је књигу написао брзо и углавном је завршио  у року од неколико недеља. Биографи Џудит и Нил Морган написали су да је то била најлакша књига у његовој каријери за писање, осим њеног закључка.
До средине маја 1957. књига је била готова и послата поштом у канцеларије Random House-а у Њујорку. У јуну су др Сус и Хелен узели месец дана  одмора на Хавајима, где је он проверио и вратио прву верзију књиге. Књига је дебитовала у децембру, и у верзији књиге коју је објавио Random House и у издању Redbook-а. Др Сус је књигу посветио Теодору „Тедију“ Овенсу, једногодишњем сину своје нећакиње Пеги Овенс.
Од 2005. године, књига је преведена на девет језика, укључујући латински као Quomodo Invidiosulus Nomine Grinchus Christi Natalem Abrogaverit.

## Пријем
М.С. Либи, који је писао за New York Herald Tribune, упоредио је књигу са ранијим радовима др. Суса: „Његова осебујна и оригинална генијалност је увек иста, а опет, толико су богате варијације које игра на своје теме, увек свеж и забаван." Рецензент је назвао Гринча „најбољим божићним нитковом од Скруџа“. Елен Луис Бјуел, у својој рецензији у Њујорк тајмсу, похвалила је начин на који се књига односи према моралу, као и илустрацијама и стиховима. 
У рецензији за Saturday Review наведено је: „Непоновљиви др Сус донео је нови тријумф у својој новој сликовници... Стих је живахан, а странице светле и шарене колико год неко може да пожели.“ Рецензент је сугерисао да су родитељи и старија браћа и сестре који су читали књигу малој деци такође уживали у њеном моралу и хумору. Шарлот Џексон из San Francisco Chronicle-а назвала је књигу „чудесном фантазијом, на прави начин Др Суса, са сликама у божићним бојама“.

## Анализа
Неки писци, укључујући др. Суса, су успоставили везу између Гринча и др. Суса. У причи, Гринч се жали да је морао да трпи прославу Божића већ 53 године. Како примећују и Томас Фенш и Чарлс Коен, др Сус је имао 53 године када је написао и објавио књигу. Др. Сус је потврдио везу у чланку у издању Redbook-а из децембра 1957. године: „Прао сам зубе ујутру 26. децембра када сам у огледалу приметио веома шкртасто лице. Писао сам о свом киселом пријатељу, Гринчу, да видим да ли могу поново да откријем нешто о Божићу што сам очигледно изгубио." Сусова пасторка, Ларк Дајмонд-Кејтс, изјавила је у говору 2003. „Увек сам мислила да је Мачак ... био Тед у његовим добрим данима, а Гринч је био Тед у његовим лошим данима. Коен примећује да је Сус возио аутомобил са регистарским таблицама на којима је писало „ГРИНЧ“.
Томас Фенш примећује да је Гринч прва одрасла особа и први негативац који је био главни лик у књизи др Суса.

## Адаптације
Књига је прилагођена разним медијима, укључујући бину и филм. Чак Џонс и Бен Вошам прилагодили су причу као анимирани телевизијски специјал 1966. године, са нарацијом Бориса Карлофа, који је такође дао глас Гринчу. Турл Рејвенскрофт је отпевао "You're a Mean One, Mr. Grinch", са текстом који је написао сам др. Сус. Наставак под називом Halloween Is Grinch Night емитован на АБЦ-у 28. октобра 1977. године. Ханс Конрид је био глас Гринча и наратора јер је Борис Карлоф умро 1969. Специјални цртани филм под називом The Grinch Grinches the Cat in the Hat емитован је на АБЦ-у 20. маја 1982. године. Године 2000. књига је адаптирана у акциони филм у режији Рона Хауарда са Џимом Керијем у улози Гринча. Illumination Entertainment је такође развио 3Д анимирани играни филм, под називом Гринч, са Бенедиктом Камбербачом у главној улози Гринча. Првобитно је требало да буде приказан 10. новембра 2017. али је одложено за 9. новембар 2018. Године 2022, књига је адаптирана у хорор филм, у режији Стивена ЛаМорта, са Дејвидом Хауардом Торнтоном у главној улози Гринча.
Објављено је и неколико аудио записа и аудиовизуелних адаптација књиге. Године 1992.  објављена је ажурирана анимирана верзија књиге коју је приповедао Волтер Матау. Године 2009. објављена је интерактивна верзија е-књиге за iPhone. Вондери је 2023. објавио подкаст инспирисан књигом, чији је домаћин био Џејмс Остин Џонсон.
Музичку сценску верзију продуцирао је Old Globe Theatre, Сан Дијего 2007. Такође је произведен на Бродвеју и на америчкој турнеји са ограниченим ангажманом 2008. Северноамеричка турнеја почела је у јесен 2010. године и од тада се одигравала сваке јесени.

## Наслеђе
На основу онлајн анкете из 2007. године, Национално удружење за образовање уврстило је ову књигу међу својих „100 најбољих књига за децу за наставнике“. Године 2012. била је рангирана на 61. месту међу „100 најбољих сликовница“ у анкети коју је објавио School Library Journal – четврта од пет књига др. Суса на листи.
Од када је књига написана, реч „гринч” је ушла у популарни лексикон као неформална именица, дефинисана као „убица радости” или „онај који квари забаву”.

### Наставак
Наставак под насловом Како је Гринч изгубио Божић! , објављен је 5. септембра 2023. у издању Random House Children's Books. Књигу је написао Аластер Хајм, а илустровао Аристидес Руиз.